# قلاموس منتصب
القلاموس المنتصب (باللاتينية: Calamus erectus)، المعروف أيضًا باسم نخيل الفياجرا، والمحليًا بأسماء مثل تاينريو، تارا، وزي لي شينغ تنغ، هو شجيرة مزهرة تنتمي إلى عائلة النخلية. يشير اللقب المحدد (منتصب القامة) إلى عادة النبات في النمو بشكل مستقيم بدلاً من الزحف أو التسلق مثل العديد من الأنواع من جنس النخلة المتسلقة.

## التوزيع والموئل
نبات القلاموس المنتصب موطنه الأصلي الهند ونيبال شرقًا ويمتد إلى شمال لاوس وجنوب الصين. في الهند، يتواجد في ولايات أروناتشال براديش، وميزورام، وسيكيم، وآسام، والبنغال الغربية، ومانيبور، وميغالايا، وفي الصين، يُوجد في ولاية يونان. استقدم أيضًا إلى الولايات المتحدة. تنمو بريًا في غابات التلال المنخفضة، وخاصةً على المنحدرات الأكثر جفافًا،ويوجد بكثرة في وديان تيستا ورانجيت [الإنجليزية] في البنغال الغربية وسيكيم. كما ينمو في الغابات المطيرة أو الجافة في المناطق المنخفضة والجبلية، وخاصةً على المنحدرات الشديدة، حتى ارتفاع 1400 متر فوق مستوى سطح البحر.

## وصف
القلاموس المنتصب هو نوع من أنواع النخيل الرتان، يتميز بأنه غير متسلق، بعكس معظم أنواع جنس النخيل المتسلقة، ويصل طوله إلى 3 أمتار. إنها تحتوي على جذوع متجمعة بشكل ضعيف يصل طولها إلى 6 متر (20 قدم) وقطرها 5 سنتيمتر (2.0 بوصة) . حمل النصل حتى 40 ورقة ضيقة على كل جانب، مرتبة بانتظام ومقوسة قليلًا، يبلغ طولها 60–80 سنتيمتر (24–31 بوصة) وعرضها 3.5–5 سنتيمتر (1.4–2.0 بوصة). الحواف مزودة بشعيرات، والعروق بارزة على السطحين العلوي والسفلي. قد تكون السيقان منتصبة أو مائلة. تكون أغماد الأوراق ذات لون أخضر داكن ومغطاة بشعر بني غامق ولها صفوف قصيرة من الأشواك البنية المسطحة التي يصل طولها إلى 3.5 سنتيمتر (1.4 بوصة) . توجد أوكرياس ولها صفوف من الأشواك القصيرة مقسمة إلى قسمين. لا تحتوي الأوراق على ركبتين أو علم، أو خيوط زاحفة الأسواط. تحتوي أعناق الأوراق والساق على دوارات من الأشواك الصفراء إلى البيضاء. يصل طول الساق إلى 3 متر (9.8 قدم) ويبلغ طول العنق 1.5 متر (4.9 قدم) . يصل طول النورات إلى 2 متر (6.6 قدم) وهي مزودة بخيوط. قنابات النورات أنبوبية، وأطرافها متشققة. كأس الزهرة ثلاثي الفصوص مع أطراف مدببة، والتويج مكون من ثلاث بتلات. تكون الثمرة خضراء عندما تكون غير ناضجة تتحول إلى بني محمر عند النضج، وهي بيضاوية الشكل ويبلغ طولها 3–5 سنتيمتر (1.2–2.0 بوصة) وعرضها 2–2.5 سنتيمتر (0.79–0.98 بوصة) . لقشرة رقيقة ومغطاة بحراشف محززة. تحتوي عادةً على بذرة بيضاء كبيرة قابلة للأكل، لكنها عديمة النكهة وتسبب جفاف الحلق عند مضغها. تتميز البذور بسرعة الإنبات. تنمو الشتلات بسرعة، ويكون أول ورقة صغيرة ريشية الشكل. يمكن زراعة النبات في أصص، وهو ملائم للزينة في المناطق المعتدلة الدافئة إلى الاستوائية. إيتحمل البرودة حتى منطقة الصلابة 9ب (25–30 درجة فهرنهايت أو -4 – -1 درجة مئوية).

## الاستخدامات
يُزرع النبات تجريبياً في عدة مواقع في جميع أنحاء الهند وبنغلاديش، ويُزرع في عديد الحدائق النباتية، وخاصة في الحديقة النباتية الهندية في هاوراه. على الرغم من أن القصب غير مفيد في صنع الأثاث بسبب العقد القصيرة، إلا أن شعب ميسينغ [الإنجليزية] في سهول آسام يستخدمون سيقان القلاموس القوية مع خيزران ديندروكالاموس [الإنجليزية] لبناء الأكواخ وحظائر الدواجن، وتُستخدم الأوراق غطاءً للأسقف. وتُستخدم أيضًا السيقان والأوراق في بناء بيوت الدواجن. تُستخدم بذوره بديلًا لجوز التنبول [الإنجليزية] في بنغلاديش. يُستخدم مضادًا للأكسدة ولعلاج السكري في الطب التقليدي. يُقدم خلال طقوس رأس السنة القمرية في ديانة ساناماهيزم [الإنجليزية] باسم شيراوبا [الإنجليزية] .تُستهلك البراعم والأوراق الصغيرة خضارًا، لكنها تكون مرّة إذا أُكلت نيئة.

## القيمة الغذائية
تحتوي الفاكهة على كميات غنية من فيتامين سي، وفيتامين أ، وفيتامين هـ، والكالسيوم، والمغنيسيوم، والفوسفور.